# 望江路 (合肥市)
望江路，中国安徽省合肥市的一条东西干道，得名自望江县，西起蜀山区新桥大道，东至包河区铜陵路，金寨路以东称望江东路，以西称望江西路，铜陵路至潜山路段为合肥中环南段。望江路已建成全长29.3公里，沿线曾为合肥重要的工业区，现有合肥市第六十五中学、安徽交通职业技术学院、安徽省儿童医院、中铁四局集团、合肥市第三人民医院、蜀山区行政服务中心、蜀山东站、安徽新华学院、合肥野生动物园等机构景点单位。